# Frazer Wright
Frazer Wright (né le 23 décembre 1979 à East Kilbride) est un footballeur écossais évoluant actuellement à Saint Johnstone FC.

## Biographie

### Clubs successifs
- 1998-2005 :  Stranraer FC
- 2005-2011 :  Kilmarnock FC
- depuis 2011 :  Saint Johnstone FC[1],[2]

## Palmarès
Stranraer FC
- Division Three
  - Champion (1) : 2004

 Kilmarnock FC
- Coupe de la Ligue
  - Finaliste : 2007

 Saint Johnstone FC
- Coupe d'Écosse
  - Vainqueur : 2014